# Cryptochironomus albofasciatus
Cryptochironomus albofasciatus är en tvåvingeart som först beskrevs av Rasmus Carl Staeger 1839.  Cryptochironomus albofasciatus ingår i släktet Cryptochironomus och familjen fjädermyggor. Arten är reproducerande i Sverige. Inga underarter finns listade i Catalogue of Life.